# Партія (музика)
Па́ртія або го́лос — у багатоголосній (поліфонічній) вокальній, вокально-інструментальній, ансамблевій та оркестровій музиці «лінія», частина партитури (від лат. pars — частина, група), одна зі складових фактури музичних творів, що виконується певним музичним інструментом (наприклад, «партія скрипки»), співацьким голосом («партія сопрано») або групою однотипних інструментів, голосів («партія віолончелей»).
У оперній музиці вокальні партії солістів визначаються не лише за типом голосу, для якого вони призначені (партія сопрано, парті тенора і т. ін.), але і за ім'ям героя опери, наприклад, партія Остапа в опері «Тарас Бульба» Миколи Лисенка. В драматичному театрі цьому термінові відповідає термін роль, наприклад, роль Офелії в трагедії Вільяма Шекспіра «Гамлет».

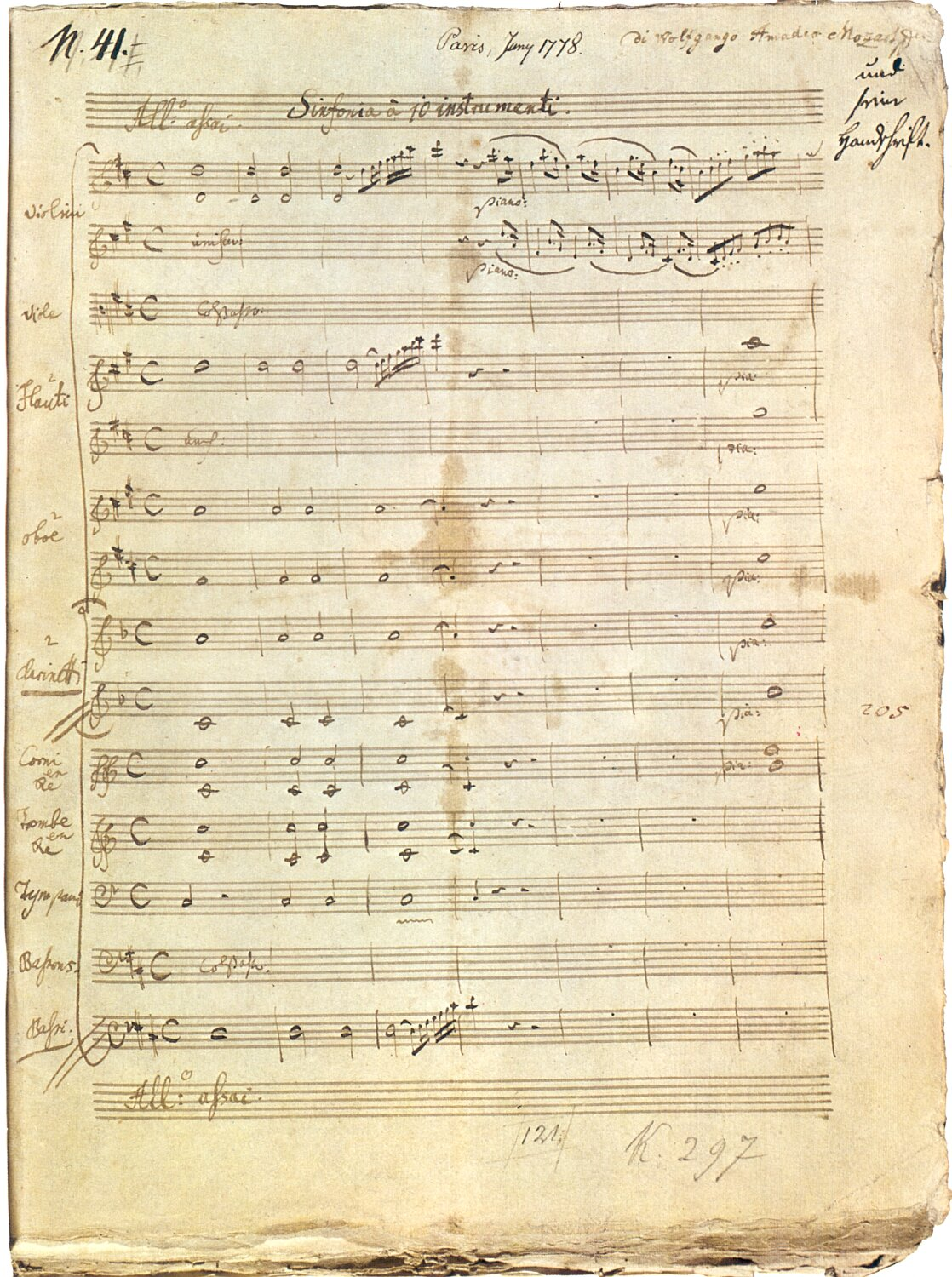
Вольфганг Амадей Моцарт
Автограф партитури симфонії № 31

У хоровій музиці термін хорова партія означає — група однорідних голосів, які виконують (співають) свою партію (свій голос) в унісон. Запис однієї з партій інструментального, вокального-ансамблю або хорового твору без (або окремо від) зведеної партитури називають поголосником. Кількість та склад партій у хорі визначають сам тип хору. У залежності від складу партій в хорі вони мають назви:
- чоловічий хор (перші та другі тенори, баритони, баси),
- жіночий хор (перші та другі сопрано, перші та другі альти),
- мішаний хор (сопрано, альти, тенори, баси),
- хор хлопчиків та юнаків (дисканти-альти, тенори-баси),
- дитячий хор (сопрано, альти).

Ноти поліфонічних творів оформлюють у вигляді партитур, де для всіх голосів багатоголосного твору на окремих нотоносцях записують ноти для кожної партії інструментів чи людських голосів. Це дає змогу диригентові одним поглядом охопити весь запис і вчасно подати вказівки кожній групі виконавців.
Крім сказаного існують також музичні терміни головна партія, зв'язувальна партія, побічна партія, заключна партія, які використовуються у музичному творі зі спеціальною структурою, що має назву — соната.
Сонатна форма складається із трьох основних частин: експозиції, розробки і репризи, які завершуються кодою. У першій частині (експозиції) протиставляються головна й побічна теми, у другій (розробці) ці теми розвиваються і в третій (репризі) повторюється експозиція з тональними та іншими змінами. Експозиція, своєю чергою, складається з головної партії, сполучної партії, побічної партії та заключної партії.